# Силва Трован, Жозе Лопеш да
Жозе Лопеш да Силва Трован, более известный как Лопеш Трован (порт. José Lopes da Silva Trovão; 23 мая 1848, Ангра-дус-Рейс — 17 июля 1925, Рио-де-Жанейро) — бразильский врач, журналист, политик, сенатор Бразилии.

## Биография

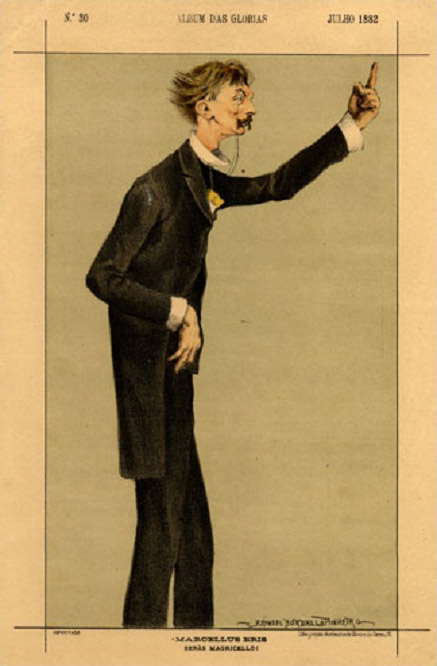
Карикатура на Лопеша Трован художника Рафаэля Бордалу Пиньейру

Родился в семье португальских дипломатов. Окончил медицинский факультет университета Рио-де-Жанейро.
Политик. Был известным оратором, выступавшим против монархии и за отмену рабства. Поддерживал республиканский манифест 1870 года.
С 1891 по 1895 год — член палаты депутатов парламента Бразилии. С 1895 по 1902 год — сенатор .
Работал над дизайном бразильского флага, который был впервые представлен в ноябре 1889 года. Предложенный им вариант был принят на четыре дня и стал известен как Временный флаг республики. В конечном итоге, был отвергнут, как слишком похожий на флаг США.

Временный Флаг Бразилии, предложенный Лопешем Трован

В последние годы своей жизни работал в советах нескольких газет.

## Память
- В 1908 году в его честь была названа школа.
- Учреждена медаль Лопеша Трован[2].